# ميشيل كلين
ميشيل كلين (بالرومانية: Michael Klein)‏، من مواليد 10 أكتوبر 1959، وتوفي في 2 فبراير 1993، لاعب كرة قدم روماني سابق.
لعب مع منتخب رومانيا لكرة القدم.

## روابط خارجية
- ميشيل كلين على موقع الاتحاد الدولي (مؤرشف)  (الإنجليزية)
- ميشيل كلين على موقع الاتحاد الأوربي (الإنجليزية)
- ميشيل كلين على موقع قاعدة بيانات كرة القدم.إي يو (الإنجليزية)
- ميشيل كلين على موقع بيانات كرة القدم. دي إي (الألمانية)
- ميشيل كلين على موقع ناشيونال فوتبول تيمز (الإنجليزية)
- ميشيل كلين على موقع عالم كرة القدم.نت (الإنجليزية)